# Katja Vassilieva
Katja Vassilieva (* 1963 in Moskau) ist eine russisch-österreichische Kulturmanagerin, Grafikerin und Malerin.

## Leben und Wirken
Vassilieva studierte an einem Moskauer Kunstkolleg 1905 (Im Gedenken an das Jahr 1905) und schloss diese 1983 mit Diplom ab. Als Mitglied der Jugendsektion des Sowjetischen Künstlerverbandes absolvierte sie einen dreimonatigen Atelieraufenthalt im Haus der Moskauer Künstlerunion in Tarussa sowie eine World and Culture Europatour mit sowjetischen Künstlern, Autoren und Musikern.
1991 nahm sie an einem Malerei-Symposion in Tau-Turgen bei Alma Ata in Kasachstan teil. Ab 1995 arbeitete sie an künstlerischen Austauschprojekten zwischen Russland und Österreich mit. 1999 wurde sie als Mitglied in die Künstlervereinigung MAERZ aufgenommen. Gemeinsam mit Ewald Walser war sie mit Konzept und Organisation der ACT 99 art-communication tour Austria – Moskau beschäftigt und 2003 war sie an der Organisation eines Symposions mit österreichischen Künstlern in Alferjewo beteiligt. Im Februar 2005 absolvierte sie einen Atelieraufenthalt im Thomas-Bernhard-Archiv in Gmunden und 2007 im Gastatelier Maltator in Gmünd in Kärnten. 2010 war sie Teilnehmerin des Künstlersymposions in Schönering (Gemeinde Wilhering).
Vassilieva lebt und arbeitet in Linz.
Bei einem Brand, der am 31. März 2017 im gemeinsamen Atelier von Ewald Walser und Katja Vassilieva in Linz ausbrach, wurde ein Großteil der dort lagernden Werke der beiden Künstler zerstört.

## Werke
Ihre Werke befinden sich in öffentlichem und privatem Besitz in Russland, Österreich, Deutschland, Frankreich und Mexiko.

## Ausstellungen (Auswahl)
- Ein Fest der Zeichnung, Galerie März, Linz, 1998
- schwerelos-folgenschwer – Malerei, Galerie März, Linz, 1999
- Intermezzi – Arbeiten auf Papier, Mestschanskij Museum, Moskau, 2004
- Zeitschnitt – aktuelle Malerei des MAERZ, Künstlervereinigung MAERZ im Künstlerhaus Wien, Wien, 2011
- Wegmarken, MAERZ 1952–2002, Architekturforum Oberösterreich, Linz, 2013